# Vysočanský sjezd KSČ
Vysočanský sjezd KSČ byl mimořádný stranický sjezd vládnoucí Komunistické strany Československa konaný v ČSSR krátce po invazi vojsk Varšavské smlouvy do Československa 22. srpna 1968.

## Dobové souvislosti a výsledky sjezdu
Během pražského jara v roce 1968 probíhala volba delegátů na chystaný mimořádný sjezd KSČ, který se měl konat v září 1968. Složení delegátů odráželo posilování pozic reformně orientovaných komunistů. Když 21. srpna Československo obsadila vojska Varšavské smlouvy, svolali tito delegáti spontánně mimořádný sjezd. Konal se v Praze-Vysočanech, v jídelně závodu ČKD Elektrotechnika v utajení před okupačními vojsky. Sjezdu předsedal Věněk Šilhán. Přijal rezoluce odsuzující okupaci, požadující návrat unesených vedoucích představitelů státu a zvolil nově členy Ústředního výboru Komunistické strany Československa, přičemž jednoznačně se prosadilo reformní křídlo. Naopak neprošel návrh na vystoupení z Varšavské smlouvy a vyhlášení neutrality.
Sjezdu se účastnilo 1192 delegátů z celkového počtu 1543 (účast 77,4 %). Ovšem na Vysočanském sjezdu bylo přítomno jen cca 10 % delegátů ze Slovenska, což se později za počínající normalizace stalo jedním z hlavních argumentů pro zneplatnění tohoto sjezdu. Ve dnech 26.–28. srpna 1968 se konal mimořádný sjezd Komunistické strany Slovenska, kde byl prvním tajemníkem zvolen Gustáv Husák a kde byl vysloven distanc vůči závěrům Vysočanského sjezdu, přičemž důraz byl kladen na provedení federalizace Československa. Dne 31. srpna 1968 na základě výsledků jednání v Moskvě (Moskevský protokol) i celostátní ÚV KSČ odmítl závěry Vysočanského sjezdu, souhlasil s „dočasným pobytem vojsk“ a provedl personální změny (do ÚV KSČ kooptováni Gustáv Husák, Ludvík Svoboda a dalších 80 osob). V listopadu 1968 pak ÚV KSČ rozhodl odložit plánovaný 14. sjezd KSČ.
14. sjezd KSČ se nakonec sešel až v roce 1971 a probíhal již zcela v režii aktérů normalizačního režimu.